# Döblinger Friedhof

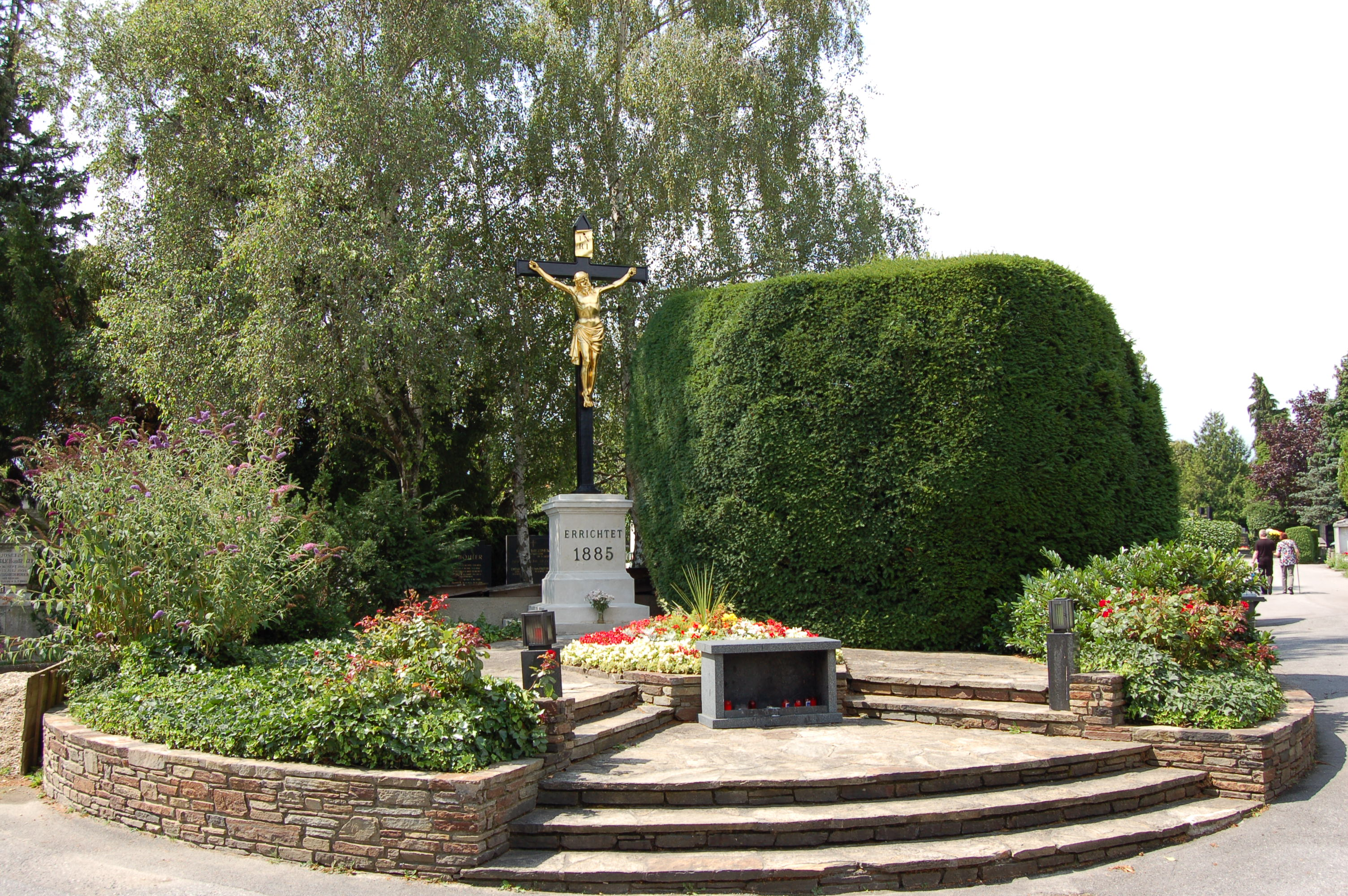
Friedhofskreuz aus dem späten 19. Jahrhundert (2008)

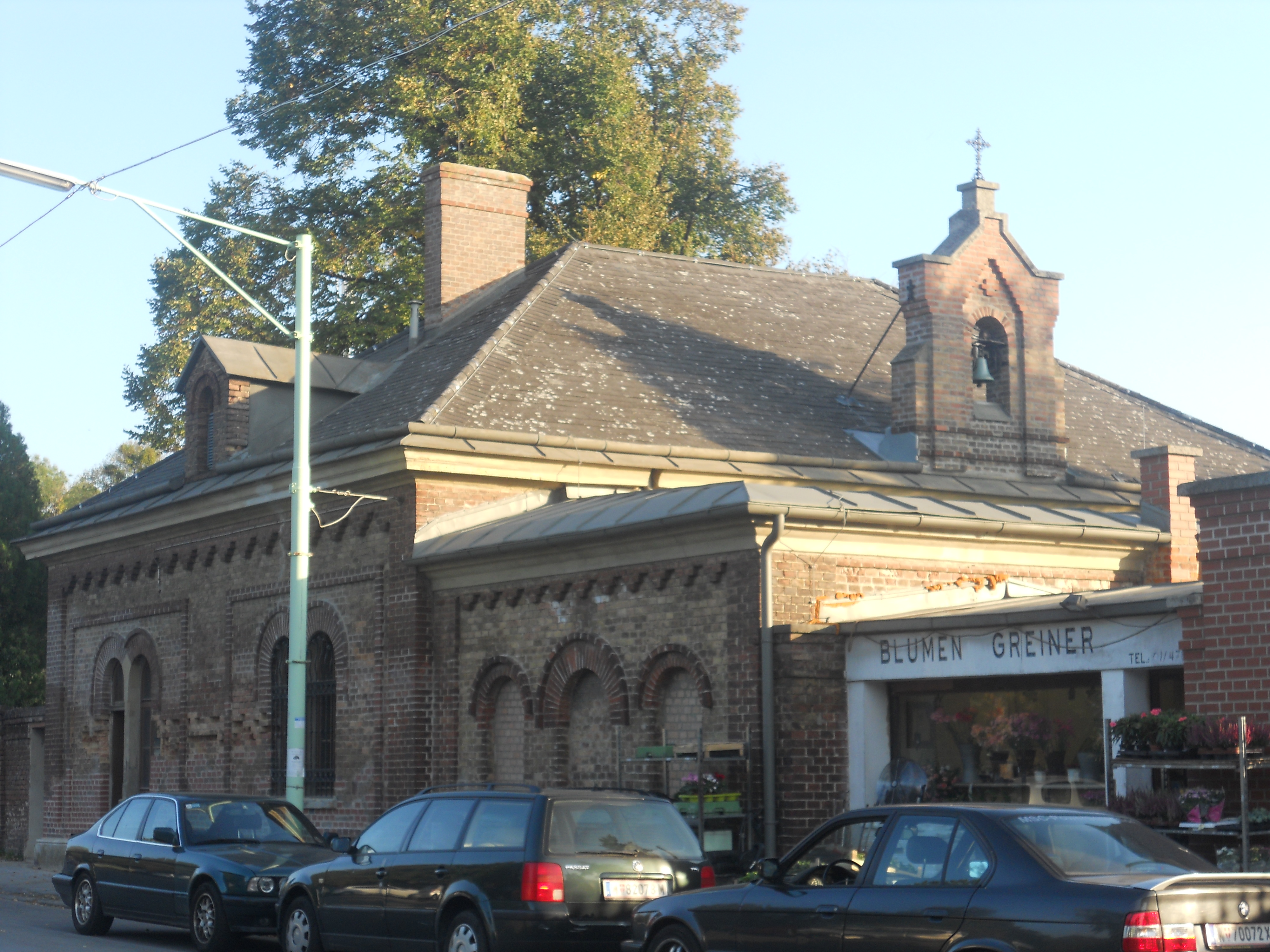
Das Eingangsgebäude an der Hartäckerstraße (2011)

Der Döblinger Friedhof ist ein Friedhof im 19. Wiener Gemeindebezirk Döbling.

## Lage
Der Döblinger Friedhof liegt im Süden von Döbling an der Grenze zum Bezirk Währing in der Katastralgemeinde Oberdöbling, Hartäckerstraße 65. Der Friedhof wird im Westen von der Felix-Dahn-Straße, im Süden von der Peter-Jordan-Straße, im Osten von der Borkowskigasse und im Norden von der Hartäckergasse begrenzt. Der Friedhof umfasst eine Fläche von 49.981 Quadratmetern und beherbergt 6.853 Grabstellen.

## Geschichte

### Ältere Döblinger Friedhöfe
Während die Verstorbenen Unterdöblings auf dem „Freythof von Heiligenstadt“ bestattet wurden, beerdigte man die Toten aus Oberdöbling ursprünglich um die Döblinger Kirche. Der Döblinger Friedhof wurde 1781 erweitert und bis 1783 belegt. Im Zuge des Abbruchs und Neubaus der Kirche wurde der Friedhof um die Pfarrkirche vermutlich 1826 aufgelassen.
An Stelle des Friedhofes um die Döblinger Kirche wurde im Zuge der Erhebung zur selbständigen Pfarre ein neuer Friedhof gegründet. Der Friedhof war neben den verstorbenen Einwohnern von Oberdöbling nun auch für die Verstorbenen aus Unterdöbling bestimmt, das der Döblinger Pfarre zugeschlagen worden war. Angelegt wurde der Friedhof am Rand von Unterdöbling an der Straße nach Grinzing, der heutigen Billrothstraße. Auf Grund der steigenden Belegung musste der Friedhof 1885 geschlossen werden. Er wurde 1928 in den Strauss-Lanner-Park umgewandelt; die Namensgebung ist der Tatsache geschuldet, dass sich hier die ursprünglichen Gräber von Johann Strauss (Vater) und von Josef Lanner befanden; die sterblichen Überreste beider Musiker wurden jedoch 1904 in den Wiener Zentralfriedhof transferiert.

### Der neue Döblinger Friedhof

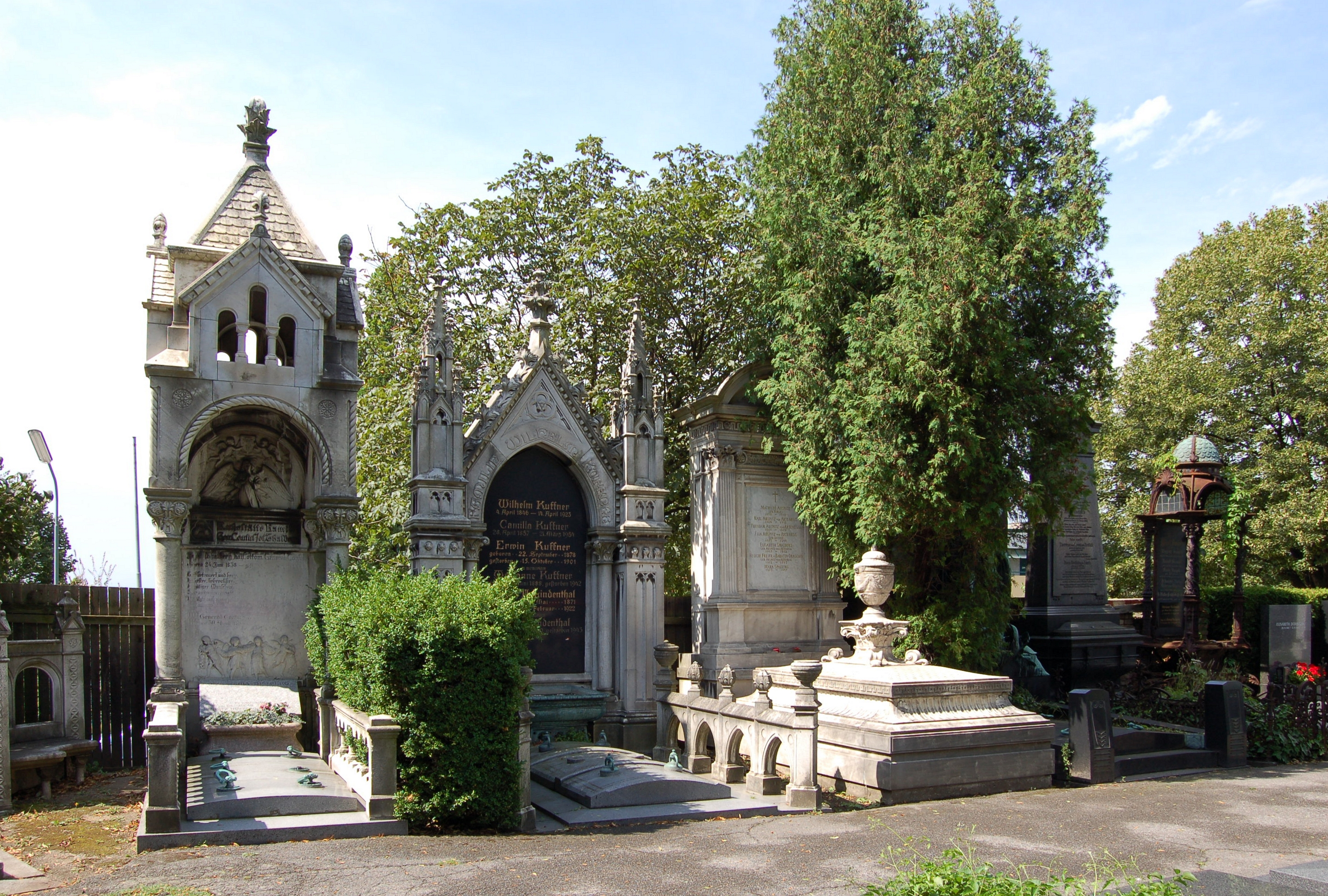
Israelitische Abteilung (2008)

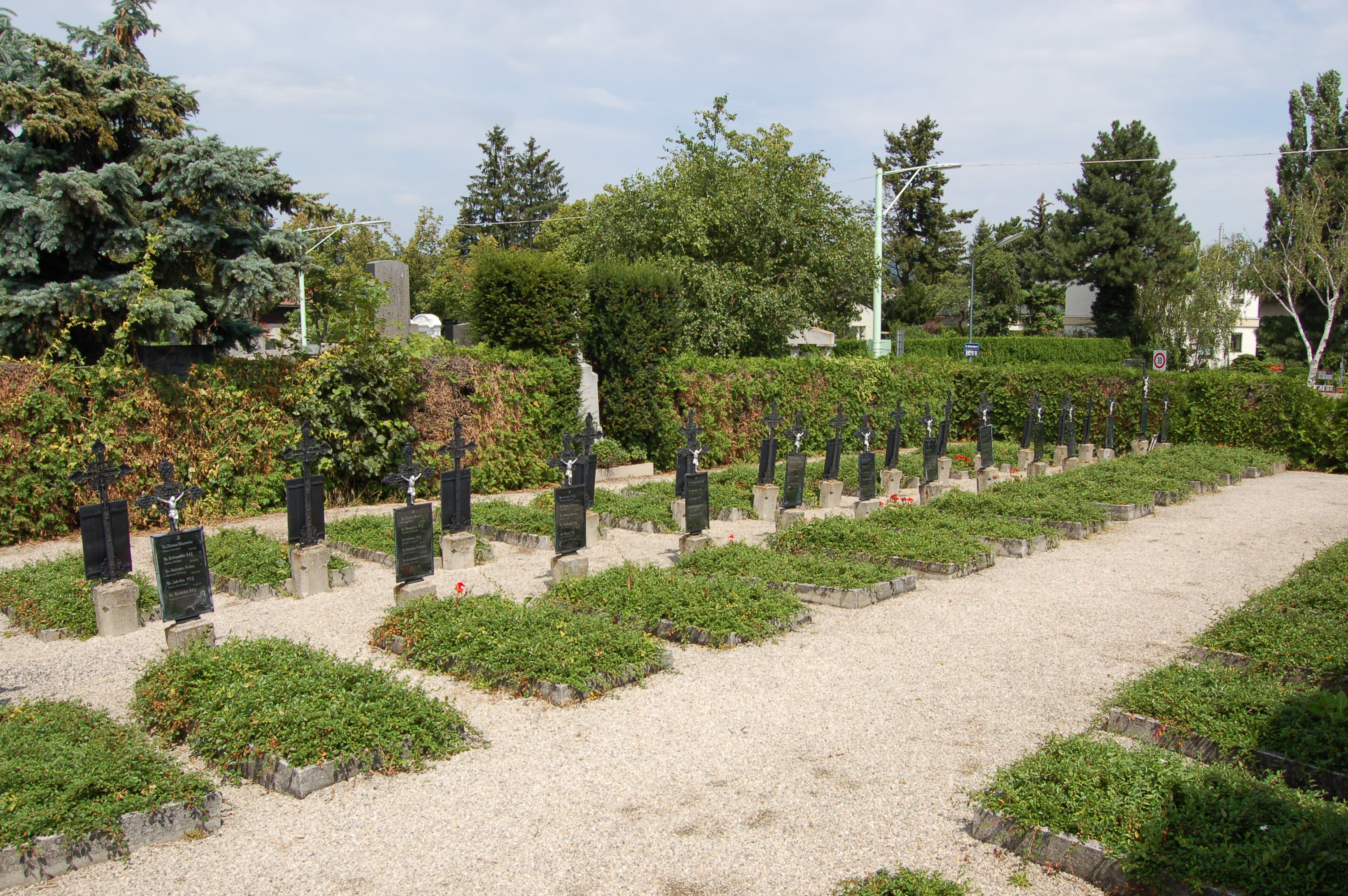
Abteilung der Döblinger Klosterschwestern (2008)

Die Erlaubnis zur Gründung eines neuen Friedhofs wurde den Gemeinden Ober- und Unterdöbling am 28. April 1880 durch die k. k. Bezirkshauptmannschaft Hernals erteilt. Als Ort für die neue Friedhofsanlage war ein Grundstück auf der Türkenschanze gewählt worden. Das Grundstück hatte die Form eines Rhomboids und umfasste 7,5 Joch. Die Anlage wurde von den Architekten Avanzo und Lange geplant und sollte nach der Planung Raum für die Bestattung von 30.000 Verstorbenen bieten. Die Eröffnung des Friedhofs erfolgte am 10. Juni 1885 durch den Döblinger Pfarrer Wilhelm Hulesch.
Der Döblinger Friedhof stand allen Konfessionen offen. Nach Eröffnung der Israelitischen Abteilung 1888 wurde am 13. Februar 1894 vom Stadtrat auch eine Begräbnisstätte für moslemische Soldaten des k. k. Militär-Territorial-Commandos genehmigt. Die moslemische Abteilung hatte eine Fläche von 404,4 Quadratmetern für 40 Einzelgräber. Die Fläche wurde zunächst für 20 Jahre genehmigt und 1900 um 157 Quadratmeter erweitert. Neben konfessionellen Minderheiten und den Toten der beiden Gemeinden Ober- und Unterdöbling wurden auf dem Döblinger Friedhof auch Verstorbene der Stadt Wien bestattet, da viele Wiener nicht auf dem Zentralfriedhof bestattet werden wollten und die Vorortgemeinden dadurch große Gewinne erzielen konnten.

### Friedhofserweiterungen
Der Friedhof wurde zwischen 1899 und 1901 um 15.584 Quadratmeter erweitert. Die Grundstücke hierfür wurde teilweise gekauft oder enteignet. 1906 erfolgte eine erneute Erweiterung des Friedhofgeländes um 9.334 Quadratmeter auf 57.271 Quadratmeter. Zudem wurde die Israelitische Abteilung durch einen bisher ungenutzten Friedhofsteil vergrößert. Die bereits bestehende Leichenhalle wurde zwischen 1907 und 1908 renoviert und eine Einsegnungskapelle errichtet. Da der Döblinger Friedhof nicht mehr erweitert werden konnte, bestimmte man 1911 den Grinzinger Friedhof zum Ersatzfriedhof. Aus Platzmangel mussten ab April 1917 die Toten des zugehörigen Sprengels auf dem Ersatzfriedhof bestattet werden. Erst als 1920 das Staatsamt für Heereswesen auf die weitere Beerdigung moslemischer Soldaten verzichtete, konnten auf dem freigewordenen Friedhofsteil neue Grabanlagen errichtet werden. Eine neuerliche Anlage von eigenen Gräbern erfolgte erst wieder zwischen 1929 und 1931. Durch die 1961 durchgeführten Sanierungsarbeiten konnten heimgefallene und verwahrloste Grabstellen zurückgewonnen und neu vergeben werden.

### Israelitische Abteilung
Das prominenteste Grab in der 1888 eingerichteten israelitischen Abteilung, auf der vom Eingang aus gesehen linken Seite, ist das von Theodor Herzl, dessen sterbliche Überreste allerdings 1949 (45 Jahre nach seinem Tod) nach Israel überführt wurden.

## Gebäude
1925 wurde die Leichenhalle umgestaltet und ein zweiter Aufbahrungsraum geschaffen. Eine weitere Umgestaltung erfolgte 1931. 1969 wurde in die Beisetzkammer eine Kühlanlage eingebaut. Der Umbau der Aufbahrungshalle erfolgte zwischen 1971 und 1972 nach Plänen des Architekten Erich Boltenstern, die Rückwand der Apsis wurde durch den akademischen Maler Hermann Bauch gestaltet. Der Aufbahrungsraum, in dem auch Kremationsfeiern abgehalten werden können, hat ein Fassungsvermögen von maximal 160 Personen.

## Grabstätten bedeutender Persönlichkeiten

### Ehrenhalber gewidmete Gräber

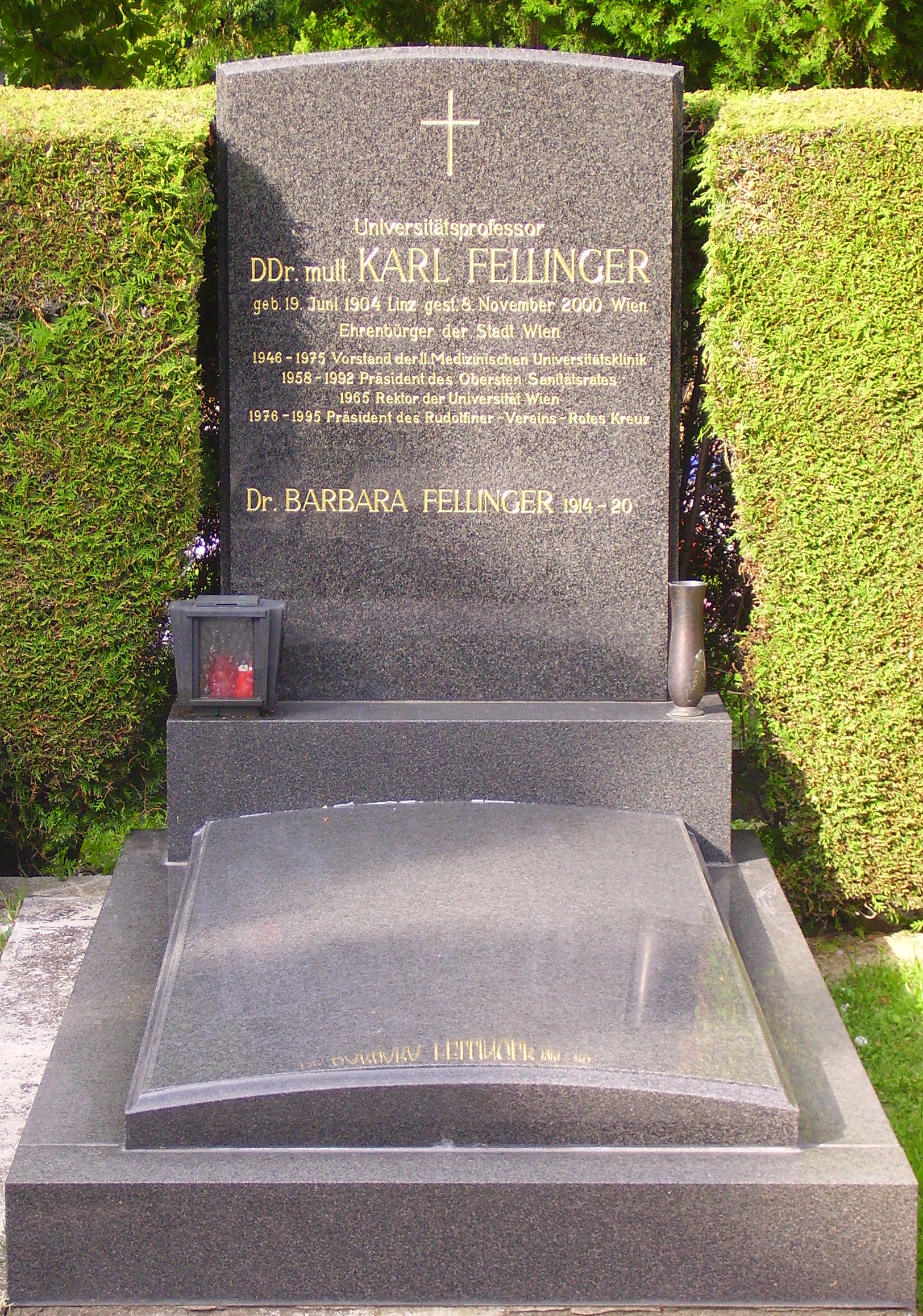
Karl Fellinger

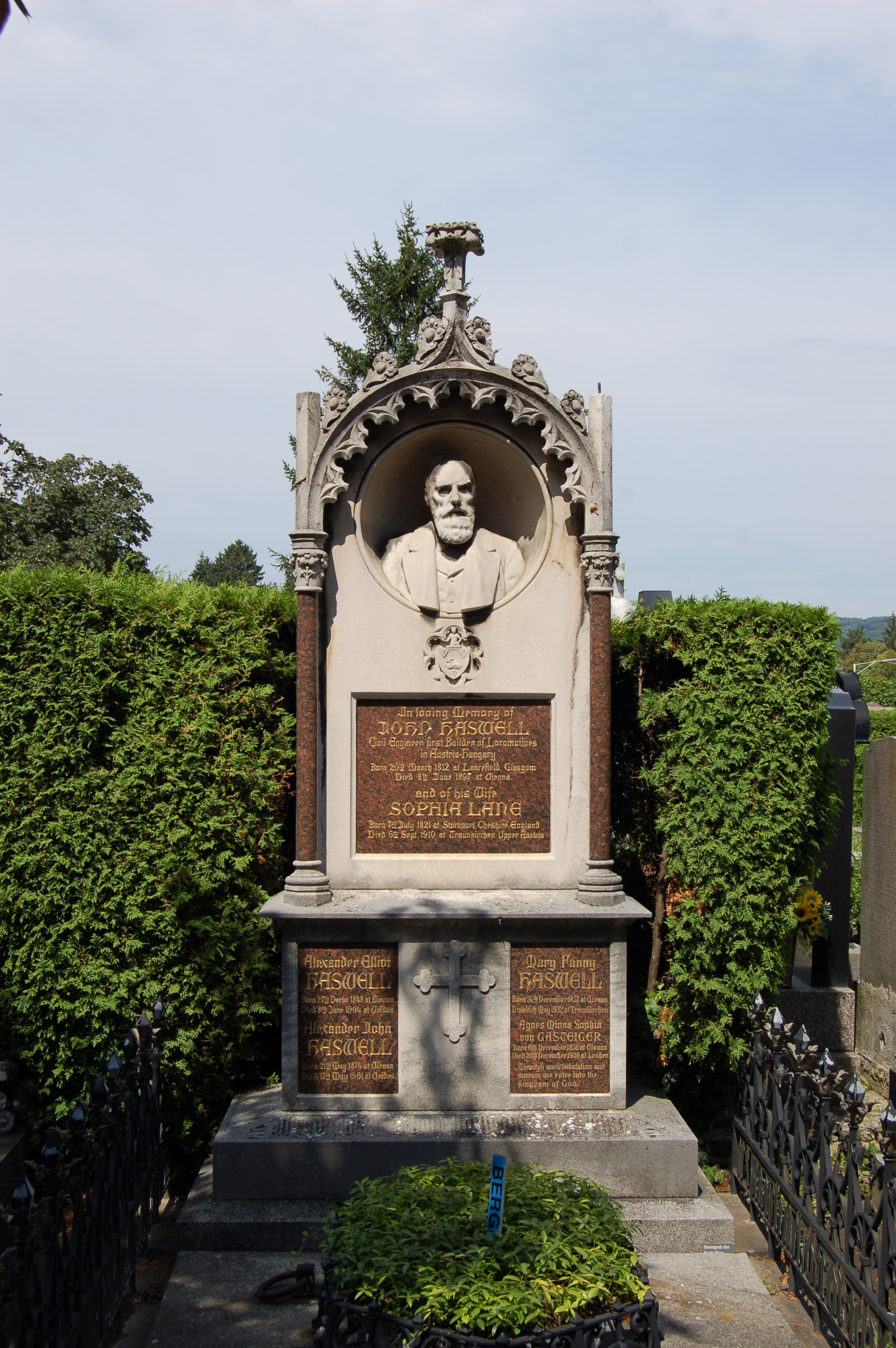
John Haswell

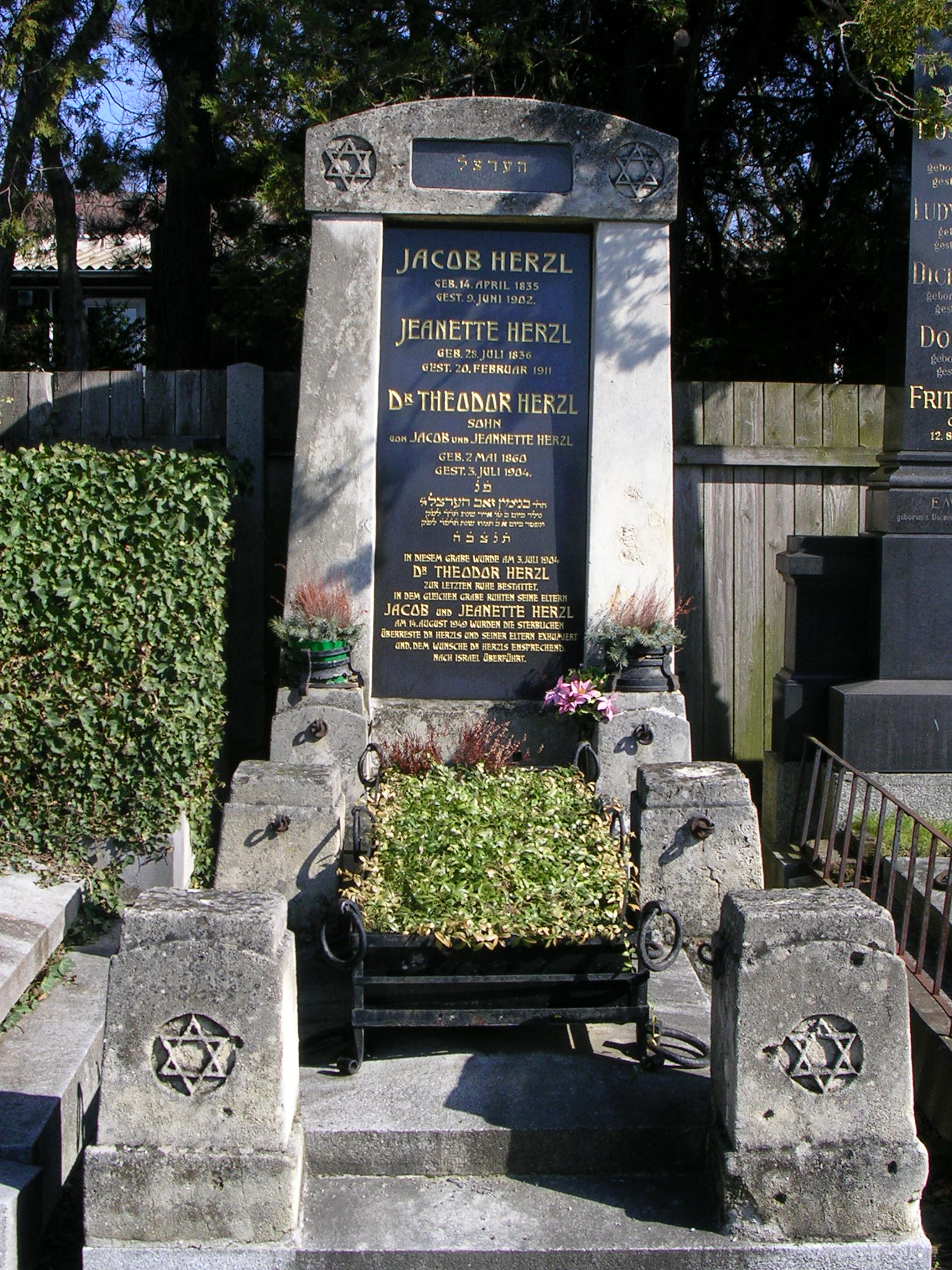
Theodor Herzl (1949 nach Jerusalem überführt)

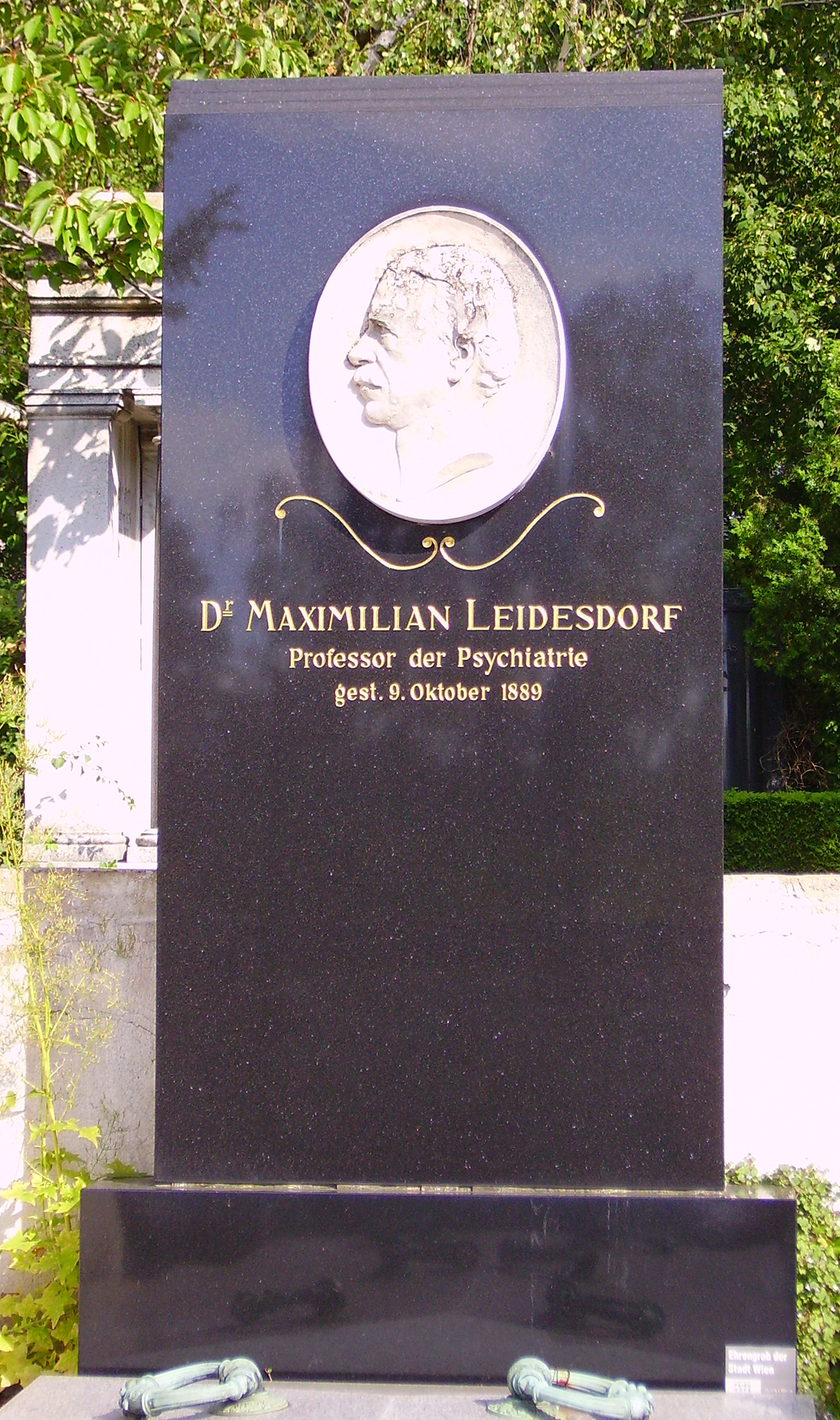
Maximilian Leidesdorf

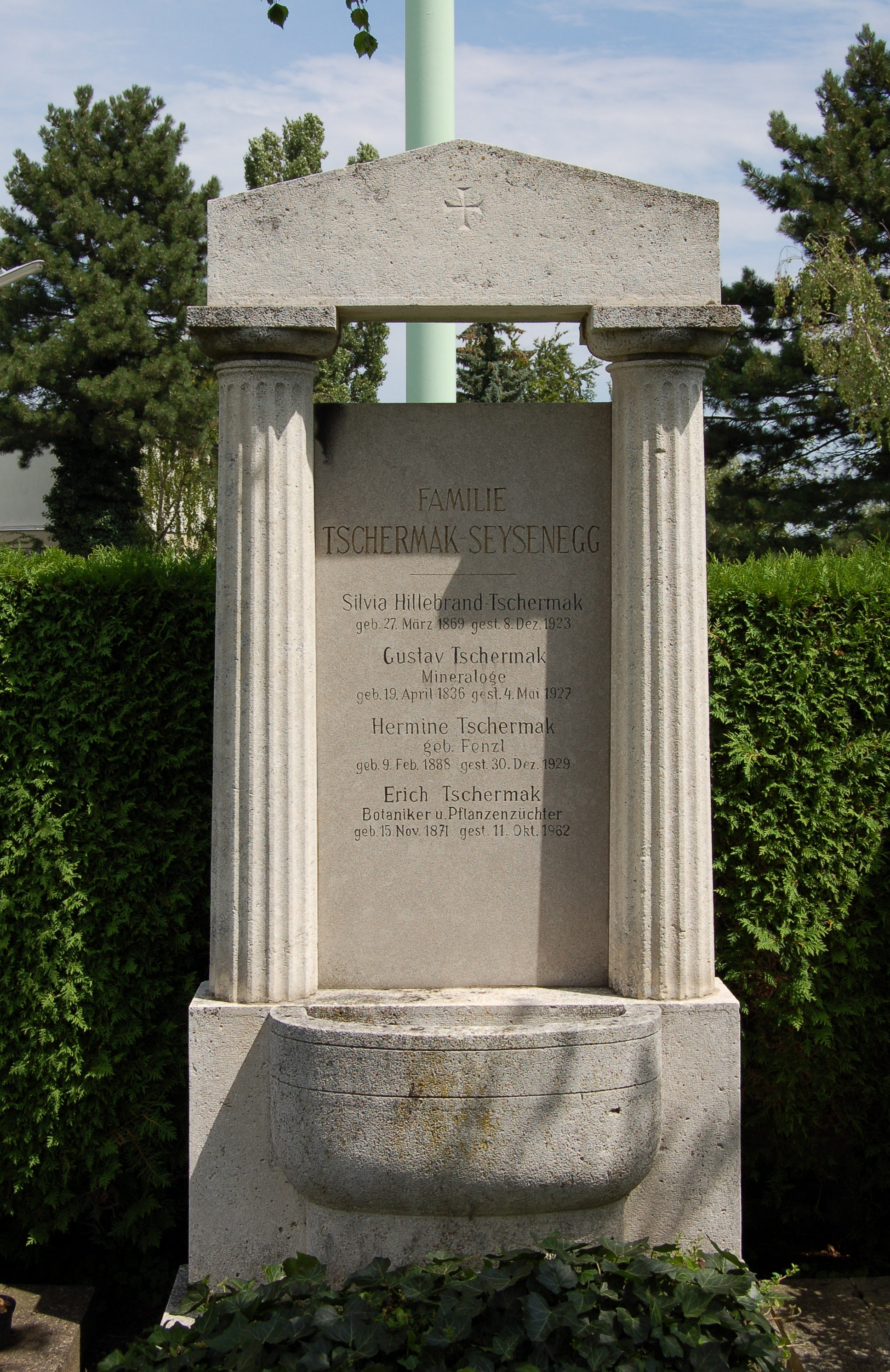
Erich und Gustav von Tschermak-Seysenegg

Der Döblinger Friedhof weist 67 ehrenhalber gewidmete Gräber auf.
| Name                                            | Lebensdaten | Tätigkeit                                           |
| ----------------------------------------------- | ----------- | --------------------------------------------------- |
| Rudolf Auspitz                                  | 1837–1906   | Politiker und Nationalökonom                        |
| Josef Bergauer                                  | 1880–1947   | Schriftsteller                                      |
| Helene Bettelheim-Gabillon                      | 1857–1946   | Schriftstellerin                                    |
| Lorenz Böhler                                   | 1885–1973   | Chirurg, Begründer der modernen Unfallchirurgie     |
| Carl von Borkowski                              | 1829–1905   | Architekt                                           |
| Alfred Burgau                                   | 1897–1964   | Schauspieler                                        |
| Hugo Charlemont                                 | 1850–1939   | Maler                                               |
| Egmont Colerus                                  | 1888–1939   | Schriftsteller                                      |
| Josef Danilowatz                                | 1877–1945   | Maler                                               |
| Babette Devrient-Reinhold                       | 1863–1940   | Theater- und Filmschauspielerin                     |
| Richard Eybner                                  | 1896–1986   | Schauspieler                                        |
| Karl Fellinger                                  | 1904–2000   | Mediziner                                           |
| Theodor Gomperz                                 | 1832–1912   | Philosoph und Schriftsteller                        |
| Caroline von Gomperz-Bettelheim                 | 1845–1925   | Opernsängerin                                       |
| Ernst Haeusserman                               | 1916–1984   | Theaterdirektor und Regisseur                       |
| Ludo Hartmann                                   | 1865–1924   | Politiker und Volksbildner                          |
| John Haswell                                    | 1812–1897   | Ingenieur und Eisenbahn-Konstrukteur                |
| Kurt Heintel                                    | 1924–2002   | Schauspieler                                        |
| Theodor Herzl (1949 nach Jerusalem übergeführt) | 1860–1904   | Schriftsteller und Begründer des modernen Zionismus |
| Anton Hlavaček                                  | 1842–1926   | Maler                                               |
| Barbara Issakides                               | 1914–2011   | Pianistin                                           |
| Josef Kainz                                     | 1858–1910   | Schauspieler                                        |
| Theodor Kern                                    | 1858–1919   | Mährischer Industrieller und Unternehmer            |
| Franz Kopallik                                  | 1860–1931   | Maler                                               |
| Florian Kratschmer von Forstburg                | 1843–1922   | Militärarzt und Hygieniker                          |
| Ernst Lecher                                    | 1856–1926   | Physiker                                            |
| Maximilian Leidesdorf                           | 1816–1889   | Psychiater                                          |
| Adolf von Lieben                                | 1836–1914   | Chemiker, Onkel von Robert von Lieben               |
| Konrad Loewe                                    | 1856–1912   | Burg- und Hofschauspieler                           |
| Julius Mannaberg                                | 1860–1941   | Mediziner                                           |
| Heinz Moog                                      | 1908–1989   | Schauspieler                                        |
| Engelbert Mühlbacher                            | 1843–1903   | Historiker und Diplomatiker                         |
| Mária Németh (verehel. Grünauer)                | 1897–1967   | Opernsängerin                                       |
| Heinrich Obersteiner                            | 1847–1922   | Neurologe und Psychiater                            |
| Georg Oeggl                                     | 1900–1954   | Opernsänger                                         |
| Alfred Orel                                     | 1889–1967   | Musikwissenschaftler                                |
| Hertha Pauli                                    | 1906–1973   | Schauspielerin, Autorin und Journalistin            |
| Hans Robert Pippal                              | 1915–1998   | Maler                                               |
| Erwin Ratz                                      | 1898–1973   | Musikwissenschaftler                                |
| Josef Redlich                                   | 1869–1936   | Jurist und Politiker                                |
| Oswald Redlich                                  | 1858–1944   | Historiker                                          |
| Rudolf Ribarz                                   | 1848–1904   | Maler                                               |
| Ferdinand von Saar                              | 1833–1906   | Schriftsteller                                      |
| Ferdinand Schmutzer                             | 1870–1928   | Grafiker, Fotograf und Porträtmaler                 |
| Egon Schweidler                                 | 1873–1948   | Physiker                                            |
| Kurt Sowinetz                                   | 1928–1991   | Schauspieler                                        |
| Otto Tressler                                   | 1871–1965   | Schauspieler                                        |
| Erich Tschermak                                 | 1871–1962   | Genetiker und Botaniker                             |
| Gustav Tschermak                                | 1836–1927   | Mineraloge                                          |
| Eduard Veith                                    | 1858–1925   | Maler                                               |
| Eduard Volters                                  | 1904–1972   | Schauspieler                                        |
| Rudolf Weyr                                     | 1847–1914   | Bildhauer                                           |
| Emil Zuckerkandl                                | 1849–1910   | Anatom und Anthropologe                             |

### Gräber weiterer Persönlichkeiten

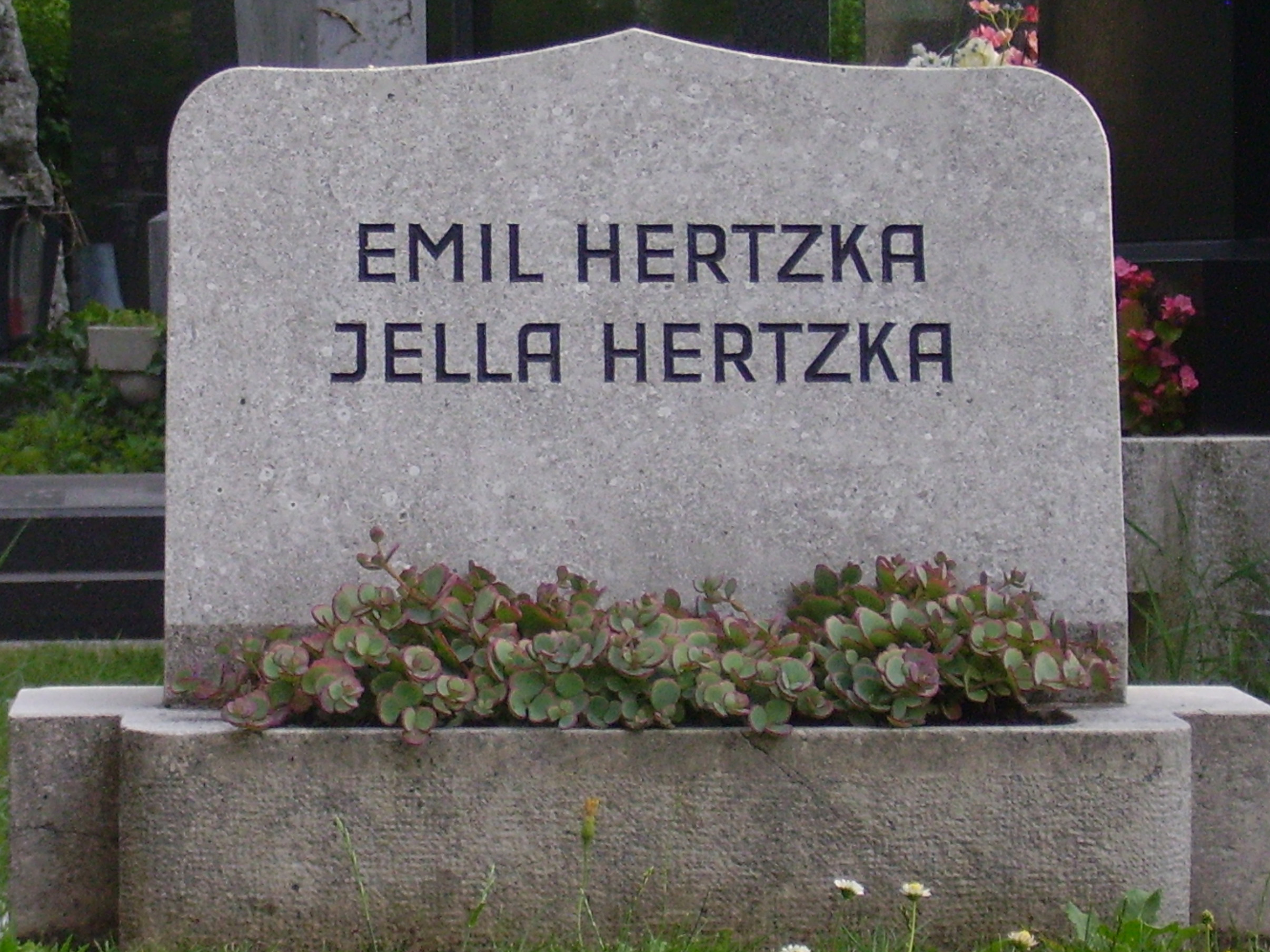
Emil und Jella Hertzka

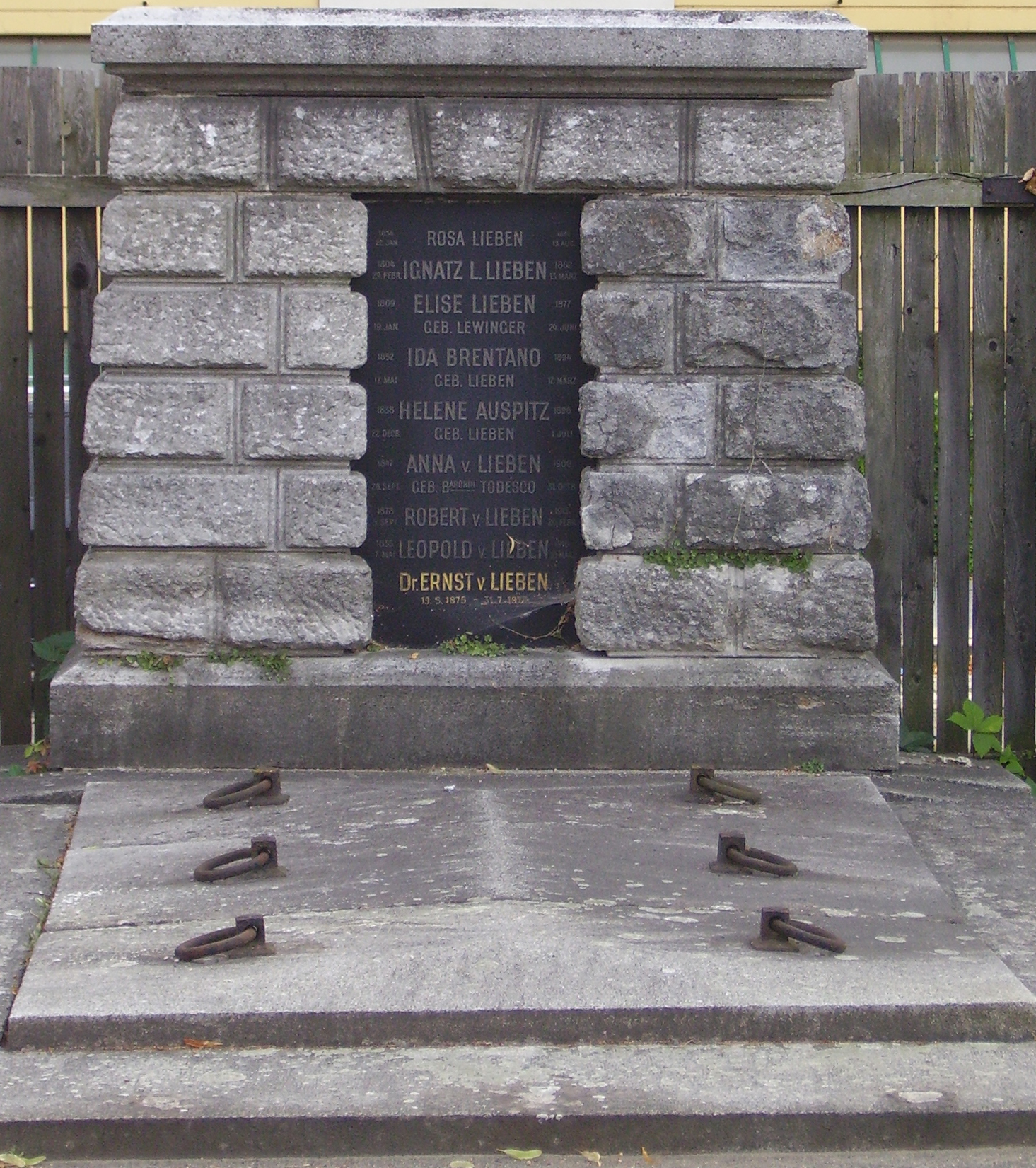
Familie Lieben

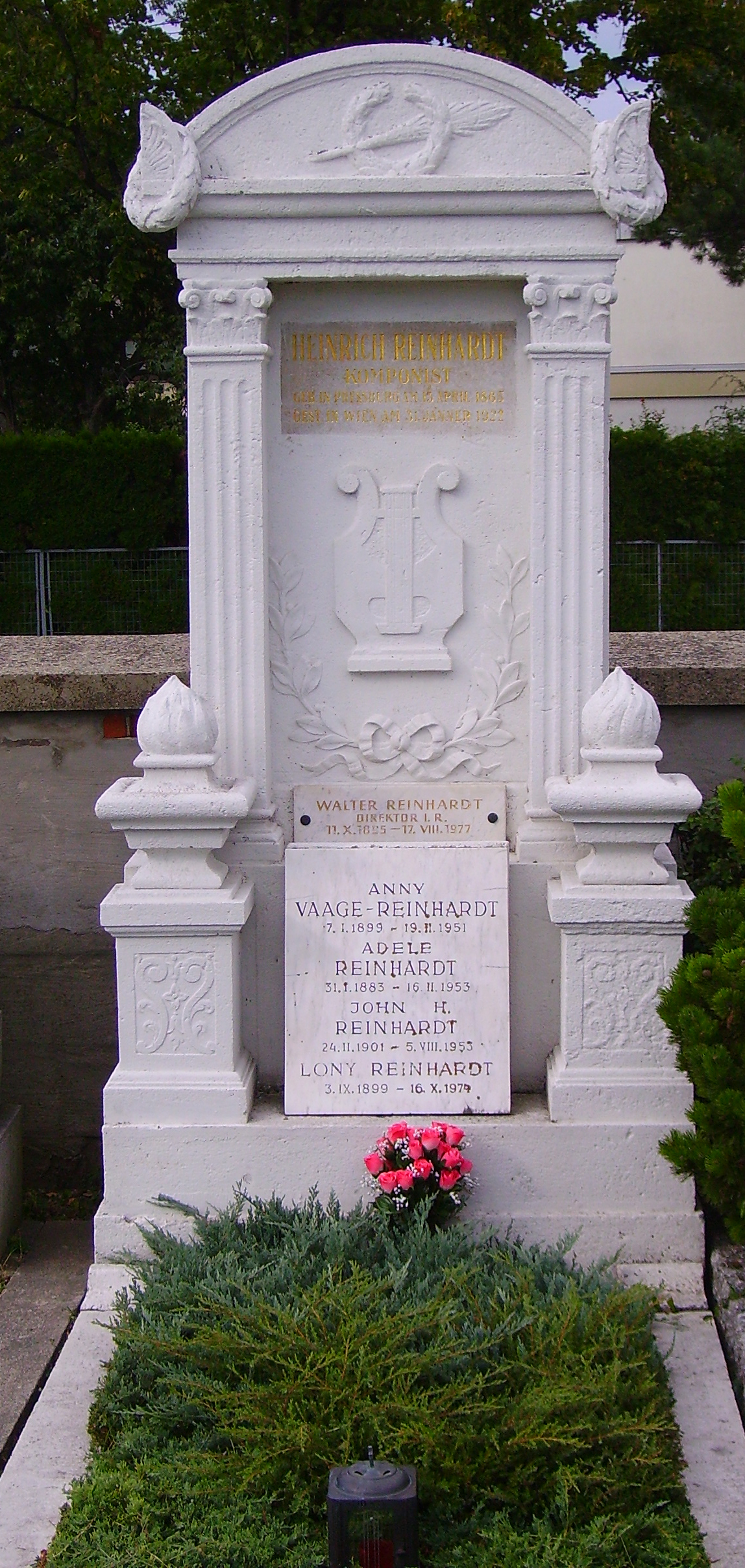
Heinrich Reinhardt

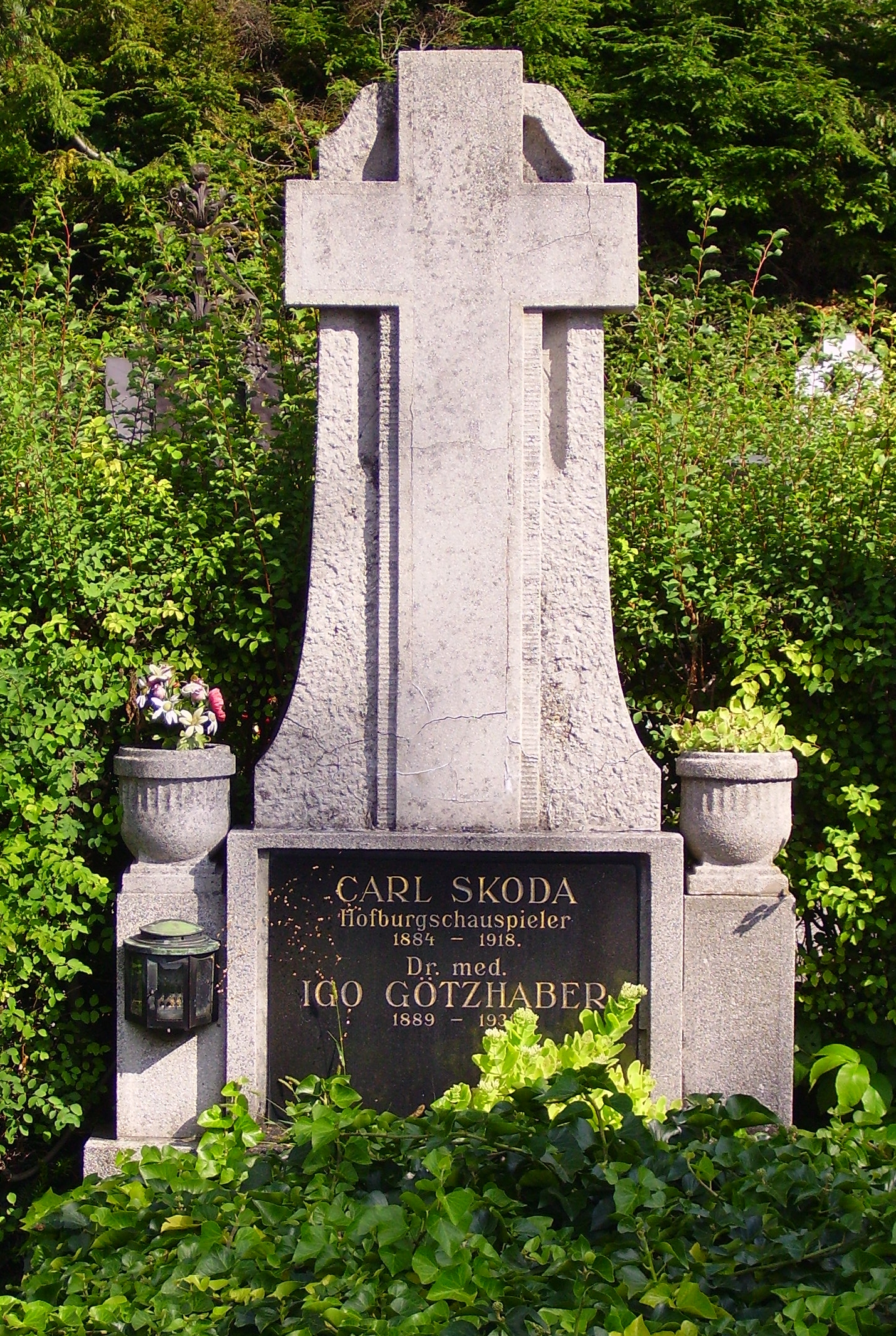
Carl Skoda

Weitere Persönlichkeiten, die am Döblinger Friedhof begraben sind:
| Name                                | Lebensdaten | Tätigkeit                                                            |
| ----------------------------------- | ----------- | -------------------------------------------------------------------- |
| Hans von Arnim                      | 1859–1931   | Klassischer Philologe (Grab aufgelassen)                             |
| Luise George Bachmann               | 1903–1976   | Schriftstellerin (Grab aufgelassen)                                  |
| Friedrich Bayer                     | 1902–1954   | Musikkritiker                                                        |
| Sylvia Bayr-Klimpfinger             | 1907–1980   | Psychologin                                                          |
| Felix Benedict                      | 1860–1917   | Opernsänger                                                          |
| Ludwig Bittner                      | 1877–1945   | Archivar                                                             |
| Josef Böck                          | 1901–1985   | Ophthalmologe                                                        |
| Josef C. Böck-Greissau              | 1893–1953   | Politiker                                                            |
| Günther Bögl                        | 1932–2020   | Polizeipräsident                                                     |
| Eduard von Beschi                   | 1848–1916   | Offizier                                                             |
| Karl Braunias                       | 1899–1965   | Botschafter (Grab aufgelassen)                                       |
| Leopold Breitenecker                | 1902–1981   | Gerichtsmediziner                                                    |
| Josef Breuer                        | 1842–1925   | Arzt                                                                 |
| Jörg Böhler                         | 1917–2005   | Chirurg (Sohn von Lorenz Böhler)                                     |
| Wilhelm Cavallar von Grabensprung   | 1889–1957   | k.u.k. Offizier und Militär-Maria-Theresien-Ritter                   |
| Maria Cebotari                      | 1910–1949   | Opernsängerin                                                        |
| Rudolf Chrobak                      | 1843–1910   | Gynäkologe                                                           |
| Carl Claus                          | 1835–1899   | Zoologe                                                              |
| Alfred Crepaz                       | 1904–1999   | Bildhauer                                                            |
| Josef Daimer                        | 1845–1909   | Alpinist                                                             |
| Gustav Diessl                       | 1899–1948   | Schauspieler                                                         |
| Bertha von Dillner                  | 1847–1916   | Opernsängerin                                                        |
| Felix Ehrenhaft                     | 1879–1952   | Physiker                                                             |
| Friedrich Engel-Jánosi              | 1893–1978   | Historiker                                                           |
| Alfred von Exner-Ewarten            | 1875–1921   | Chirurg                                                              |
| Helga Feldner-Busztin               | 1929–2024   | Ärztin                                                               |
| Fritz Fellner                       | 1922–2012   | Historiker                                                           |
| Otto Fielhauer                      | 1929–1994   | Journalist und Autor                                                 |
| Wilhelm von Flattich                | 1826–1900   | Architekt                                                            |
| Rudolf Foest-Monshoff               | 1867–1936   | Montanist                                                            |
| Walter Fremuth                      | 1932–2022   | Manager                                                              |
| Erik Frey                           | 1908–1988   | Schauspieler                                                         |
| Paul Frischauer                     | 1898–1977   | Journalist                                                           |
| Jakob Gartner                       | 1861–1921   | Architekt                                                            |
| Jo Gartner                          | 1954–1986   | Automobilrennfahrer                                                  |
| Ernst Gehmacher                     | 1926–2021   | Publizist                                                            |
| Gerdago                             | 1906–2004   | Kostümbildnerin                                                      |
| Martin Gerlach senior               | 1846–1918   | Fotograf und Verlagsgründer                                          |
| Josef Gerö                          | 1896–1954   | Jurist                                                               |
| Friedrich Goldscheider              | 1845–1897   | Unternehmer im Bereich der Keramik                                   |
| Rudolf Geyer                        | 1891–1958   | Historiker                                                           |
| Rudolf Geyer                        | 1861–1929   | Orientalist                                                          |
| Kurt Grimm                          | 1903–1984   | Rechtsanwalt                                                         |
| Gertrude Grob-Prandl                | 1917–1995   | Opernsängerin                                                        |
| Georg Günther                       | 1869–1945   | Manager                                                              |
| Géza Hajós                          | 1942–2019   | Kunsthistoriker                                                      |
| Franz Häußler                       | 1899–1958   | Psychologe                                                           |
| Reinhold Häussermann                | 1884–1947   | Burgschauspieler, Vater von Ernst Haeusserman                        |
| Ernst Hartmann                      | 1844–1911   | Burgschauspieler                                                     |
| Ludo Moritz Hartmann                | 1865–1924   | Historiker                                                           |
| Andreas Hemberger                   | 1876–1946   | Journalist, Schriftsteller und Dramaturg                             |
| Emil Hertzka                        | 1869–1932   | Direktor der Universal Edition                                       |
| Peter Herz                          | 1895–1987   | Schriftsteller, Librettist, Kabarettist und Lyriker                  |
| Robert Herzl                        | 1940–2014   | Regisseur und Theaterdirektor                                        |
| Franz Hinterstoisser                | 1863–1933   | Offizier der k.u.k. Armee                                            |
| Erika Hirsch                        | 1924–1998   | Musikerin und Komponistin (Grab aufgelassen)                         |
| Walter Hirschberg                   | 1904–1996   | Ethnologe, Volkskundler und Afrikanist                               |
| Otto Hoffmann-Ostenhof              | 1914–1992   | Biochemiker                                                          |
| Maria Hornung                       | 1920–2010   | Sprachwissenschaftlerin                                              |
| Wolfgang Hutter                     | 1928–2014   | Maler und Grafiker                                                   |
| Wilhelm Jerusalem                   | 1854–1923   | Pädagoge und Philosoph                                               |
| Rudolf Jonas                        | 1909–1962   | Arzt, Autor, Bergsteiger                                             |
| Hertha Jugl-Jennewein               | 1920–1997   | Malerin                                                              |
| Sena Jurinac                        | 1921–2011   | Opernsängerin                                                        |
| Friedrich Kainz                     | 1897–1977   | Sprachphilosoph                                                      |
| Reinhard Kamitz                     | 1907–1993   | Finanzminister und Nationalbankspräsident                            |
| Leo Kammel                          | 1885–1948   | Architekt                                                            |
| Johann Paul Karplus                 | 1866–1936   | Psychiater                                                           |
| Broncia Koller-Pinell               | 1863–1934   | Malerin                                                              |
| Theodor Klotz-Dürrenbach            | 1890–1959   | Maler                                                                |
| Max Kassowitz                       | 1842–1913   | Kinderarzt                                                           |
| Hans Kern                           | 1900–1949   | Schauspieler                                                         |
| Erich von Kielmansegg               | 1847–1923   | Politiker der österreichisch-ungarischen Monarchie                   |
| Viktor Kolassa                      | 1880–1962   | Politiker                                                            |
| Egon Komorzynski                    | 1910–1989   | Ägyptologe                                                           |
| Egon Komorzynski                    | 1878–1963   | Musikwissenschaftler                                                 |
| Dietrich Kralik                     | 1884–1959   | Mediävist                                                            |
| Regina Kreidl                       | 1874–1927   | Malerin                                                              |
| Alexander Krischan                  | 1921–2009   | Historiker und Bibliograph                                           |
| Paul Kruntorad                      | 1935–2006   | Schriftsteller, Dramaturg und Kulturkritiker                         |
| Wolfgang Kudrnofsky                 | 1927–2010   | Schriftsteller und Fotograf                                          |
| Georg Kugler                        | 1935–2024   | Kunsthistoriker                                                      |
| Ignaz von Kuffner                   | 1892–1938   | Unternehmer, Sohn von Moriz von Kuffner                              |
| Othmar Kühn                         | 1892–1969   | Paläontologe                                                         |
| Josef Kyrle                         | 1880–1926   | Dermatologe                                                          |
| Martha Kyrle                        | 1917–2017   | Medizinerin und Philanthropin                                        |
| Maximilian Lambertz                 | 1882–1963   | Albanologe                                                           |
| Julius Landesberger                 | 1865–1920   | Jurist und Präsident des Generalrats der Anglo-Österreichischen Bank |
| Georg Lhotsky                       | 1937–2016   | Schauspieler                                                         |
| Stefan Licht                        | 1860–1932   | Politiker (Grab aufgelassen)                                         |
| Ignatz Lieben                       | 1805–1862   | Kaufmann und Bankier                                                 |
| Robert von Lieben                   | 1878–1913   | Physiker und Erfinder                                                |
| Emil Liebitzky                      | 1892–1961   | General der Artillerie (Grab aufgelassen)                            |
| Adele List                          | 1893–1983   | Modistin                                                             |
| Heinz Löffler                       | 1927–2006   | Limnologe                                                            |
| Ernst Rudolf                        | 1842–1915   | Chemiker                                                             |
| Walter Magrutsch                    | 1929–2014   | Diplomat                                                             |
| Peter Mahringer                     | 1943–2003   | Sektionschef                                                         |
| Franz von Matsch                    | 1861–1942   | Maler und Bildhauer                                                  |
| Isidor Mautner                      | 1852–1930   | Großindustrieller                                                    |
| Hannes Mayer                        | 1922–2001   | Forstwissenschaftler                                                 |
| Sigmund Mayer                       | 1831–1920   | Kaufmann und Kommunalpolitiker                                       |
| Maximilian Melcher                  | 1922–2002   | bildender Künstler                                                   |
| Maria Metzker                       | 1916–2010   | Politikerin                                                          |
| Josef Mikl                          | 1929–2008   | Maler und Grafiker                                                   |
| Wilhelm Miklas                      | 1872–1956   | Bundespräsident (1928–1938)                                          |
| Ludwig Minkus                       | 1826–1917   | Ballettkomponist, Kapellmeister und Pädagoge                         |
| Alois Mock                          | 1934–2017   | Politiker                                                            |
| Marie-Louise von Motesiczky         | 1906–1996   | Malerin                                                              |
| Robert Mühlher                      | 1910–2003   | Germanist und Literaturwissenschaftler                               |
| Rudolf Nemetschke                   | 1902–1980   | Industrieller                                                        |
| Susi Nicoletti                      | 1918–2005   | Schauspielerin                                                       |
| Edith Nidl                          | 1910–1978   | Journalistin                                                         |
| Hans Nüchtern                       | 1896–1962   | Schriftsteller und Regisseur                                         |
| Walter Obholzer                     | 1953–2008   | Maler                                                                |
| Anton Orel                          | 1881–1959   | Soziologe                                                            |
| Wilhelm Peterle                     | 1893–1959   | Architekt                                                            |
| Eugen Philippovich von Philippsberg | 1858–1917   | Nationalökonom                                                       |
| Winfried Platzgummer                | 1930–2024   | Rechtswissenschaftler                                                |
| Liselotte Popelka                   | 1931–2014   | Kunsthistorikerin                                                    |
| Anton Potyka                        | 1899–1973   | Architekt                                                            |
| Gertrude Pritzi                     | 1920–1968   | Tischtennisspielerin                                                 |
| Johann Radon                        | 1887–1956   | Mathematiker                                                         |
| Robert H. Reichardt                 | 1927–1994   | Soziologe                                                            |
| Friedrich Reidinger                 | 1890–1972   | Musiker, Musikerzieher, Komponist und Hochschullehrer                |
| Heinrich Reinhardt                  | 1865–1922   | Operettenkomponist                                                   |
| Stephan Rudas                       | 1944–2010   | Psychiater                                                           |
| Franz Xaver Schaffer                | 1876–1953   | Geologe                                                              |
| Franz Samohyl                       | 1912–1999   | Violinist                                                            |
| Manfred Scheuch                     | 1929–2016   | Journalist                                                           |
| Kurt Schlauss                       | 1924–2005   | Architekt                                                            |
| Julius Schlegel                     | 1895–1958   | Retter der Kunstschätze des Klosters Montecassino                    |
| Helene Schneeberger                 | 1843–1898   | Burgschauspielerin                                                   |
| Karl Herbert Schober                | 1916–2000   | Journalist, Beamter und Diplomat                                     |
| Franz von Schönthan                 | 1849–1913   | Journalist und Schriftsteller                                        |
| Gaby von Schönthan                  | 1926–2002   | Schauspielerin und Schriftstellerin                                  |
| Emmerich Schrenk                    | 1915–1988   | Schauspieler                                                         |
| Kurt Schubert                       | 1923–2007   | Judaist                                                              |
| Friedrich Schürer von Waldheim      | 1866–1935   | Arzt                                                                 |
| Friedrich Schürer-Waldheim          | 1896–1991   | Chirurg                                                              |
| Friedrich Sedlak                    | 1895–1977   | Violinist und Dirigent                                               |
| Witold Silewicz                     | 1921–2007   | Komponist und Kontrabassist                                          |
| Maria Dorothea Simon                | 1918–2022   | Sozialwissenschaftlerin                                              |
| Kurt Skalnik                        | 1925–1997   | Journalist                                                           |
| Carl Skoda                          | 1884–1918   | Hofburgschauspieler                                                  |
| Otto Skorzeny                       | 1908–1975   | SS-Obersturmbannführer                                               |
| Rudolf Sommer                       | 1852–1913   | Schauspieler                                                         |
| Adolf von Sonnenthal                | 1834–1909   | Schauspieler                                                         |
| Hans Sperl                          | 1861–1959   | Rechtswissenschaftler                                                |
| Ernst Streeruwitz                   | 1874–1952   | Offizier, Bundeskanzler                                              |
| Maria Charlotte Sweceny             | 1904–1956   | Gesellschafterin                                                     |
| Emil Szanto                         | 1857–1904   | Althistoriker                                                        |
| Hans Thalberg                       | 1916–2003   | Diplomat und Widerstandskämpfer                                      |
| Alfred Till                         | 1879–1959   | Geologe (Grab aufgelassen)                                           |
| Eduard von Todesco                  | 1814–1887   | Unternehmer, Bankier und Philanthrop                                 |
| Moritz von Todesco                  | 1816–1873   | Unternehmer, Bankier und Kunstmäzen                                  |
| Heinz Traimer                       | 1921–2002   | Grafiker und Werbetexter                                             |
| Donald Wedekind                     | 1871–1908   | Schriftsteller                                                       |
| Edmund Weiss                        | 1837–1917   | Astronom (Grab aufgelassen)                                          |
| Othmar Wessely                      | 1922–1998   | Musikwissenschaftler                                                 |
| Siegfried Weyr                      | 1890–1963   | Maler und Grafiker                                                   |
| Rudolf Weys                         | 1898–1978   | Kabarettautor und Schriftsteller                                     |
| Gerhard Winkler                     | 1935–2012   | Epigraphiker                                                         |
| Alexander Witeschnik                | 1909–1993   | Musikschriftsteller                                                  |
| Ernst Wimmer                        | 1924–1991   | marxistischer Theoretiker                                            |
| Susi Witt                           | 1910–1989   | Schauspielerin                                                       |
| Moriz Wlassak                       | 1854–1939   | Jurist                                                               |
| Friedrich Wolf                      | 1935–2008   | Chorleiter                                                           |
| Franz Wurst                         | 1920–2008   | Kinderarzt                                                           |
| Johann Zacherl                      | 1814–1888   | Fabrikant                                                            |
| Franz Zadrazil                      | 1942–2005   | Maler                                                                |
| Helmuth Zapfe                       | 1913–1996   | Paläontologe                                                         |
| Wilhelm Zehner                      | 1883–1938   | General und Staatssekretär                                           |
| Karl Ziegler                        | 1886–1944   | Kammersänger                                                         |